# La Baffe
La Baffe är en kommun i departementet Vosges i regionen Grand Est (tidigare regionen Lorraine) i nordöstra Frankrike. Kommunen ligger i kantonen Épinal-Est som tillhör arrondissementet Épinal. År 2022 hade La Baffe 621 invånare.

## Befolkningsutveckling
Antalet invånare i kommunen La Baffe
| Referens: INSEE |